# Orio Litta
Orio Litta là một đô thị ở tỉnh Lodi trong vùng Lombardia của Italia, cách khoảng 45 km về phía đông nam của Milano và khoảng 14 km về phía đông nam của Lodi. Tại thời điểm 31 tháng 12 năm 2004, đô thị này có dân số 1.982 người và diện tích là 9,9 km².
Orio Litta giáp các đô thị: Livraga, San Colombano al Lambro, Ospedaletto Lodigiano, Senna Lodigiana, Chignolo Po, Calendasco, Monticelli Pavese.